# Bateria da Ponta da Caveira
A Bateria da Ponta da Caveira localizava-se na ponta da Caveira, freguesia da Caveira, concelho de Santa Cruz das Flores, na costa este da ilha das Flores, nos Açores.
Em posição dominante sobre este trecho do litoral, constituiu-se em uma bateria destinada à defesa deste ancoradouro contra os ataques de piratas e corsários, outrora frequentes nesta região do oceano Atlântico.

## História
Dela existe alçado e planta, com o título "Bateria da Ponta da Caveira", de autoria do sargento-mor do Real Corpo de Engenheiros, José Rodrigo de Almeida (1822).
A estrutura não chegou até aos nossos dias.